# Beitunia
Beitunia of Beituniya (Arabisch: بيتونيا ) is een Palestijnse stad op de Westelijke Jordaanoever.